# Fattorione
In teoria dei numeri, un fattorione in una data base numerica {\displaystyle b} è un numero naturale che è uguale alla somma dei fattoriali delle sue cifre. Il nome fattorione è stato coniato da Clifford A. Pickover.

## Definizione
Sia {\displaystyle n} un numero naturale. Definiamo la somma del fattoriale delle cifre di {\displaystyle n} in una base {\displaystyle b>1} come la funzione {\displaystyle SFD_{b}:\mathbb {N} \rightarrow \mathbb {N} } data da:
{\displaystyle SFD_{b}(n)=\sum _{i=0}^{k-1}d_{i}!.}
dove {\displaystyle k=\lfloor \log _{b}{n}\rfloor +1} è il numero di cifre nel numero in base {\displaystyle b}, {\displaystyle n!} è il fattoriale di {\displaystyle n} e
{\displaystyle d_{i}={\frac {n{\bmod {b^{i+1}}}-n{\bmod {b^{i}}}}{b^{i}}}}
è il valore di ogni cifra del numero. Un numero naturale {\displaystyle n} è un {\displaystyle b}-fattorione se è un punto fisso per {\displaystyle SFD_{b}}, cioè se {\displaystyle SFD_{b}(n)=n}. {\displaystyle 1} e {\displaystyle 2} sono punti fissi per tutte le basi {\displaystyle b}, e quindi sono fattorioni banali in ogni base; tutti gli altri eventuali fattorioni sono fattorioni non banali.
Ad esempio, il numero 145 in base {\displaystyle b=10} è un fattorione perché {\displaystyle 145=1!+4!+5!.}
Similmente a quanto si ha con la fattorizzazione, un numero naturale {\displaystyle n} è un fattorione socievole se è un punto periodico per {\displaystyle SFD_{b}}, cioè {\displaystyle SFD_{b}^{k}(n)=n} per un numero intero positivo {\displaystyle k} e pertanto {\displaystyle n} forma un ciclo di periodo {\displaystyle k}. Un fattorione è un fattorione socievole con {\displaystyle k=1}, e un fattorione amichevole è un fattorione socievole con {\displaystyle k=2}.

### Tabella dei fattorioni e dei cicli diSFDb
Tutti i numeri sono rappresentati in base {\displaystyle b}.
| Base {\displaystyle b} | Fattorioni non banali ( {\displaystyle n\neq 1}, {\displaystyle n\neq 2} ) | Cicli                                  |
| ---------------------- | -------------------------------------------------------------------------- | -------------------------------------- |
| 2                      | {\displaystyle \varnothing }                                               | {\displaystyle \varnothing }           |
| 3                      | {\displaystyle \varnothing }                                               | {\displaystyle \varnothing }           |
| 4                      | 13                                                                         | 3 → 12 → 3                             |
| 5                      | 144                                                                        | {\displaystyle \varnothing }           |
| 6                      | 41, 42                                                                     | {\displaystyle \varnothing }           |
| 7                      | {\displaystyle \varnothing }                                               | 36 → 2055 → 465 → 2343 → 53 → 240 → 36 |
| 8                      | {\displaystyle \varnothing }                                               | 3 → 6 → 1320 → 12 175 → 12051 → 175    |
| 9                      | 62558                                                                      |                                        |
| 10                     | 145, 40585                                                                 | 871 → 45361 → 871 872 → 45362 → 872    |